# Lotte Cohn

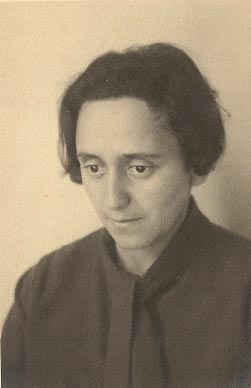
Lotte Cohn, 1924

Lotte Cohn (eigentlich Recha Charlotte Cohn; * 20. August 1893 in Charlottenburg bei Berlin; † 7. April 1983 in Tel Aviv) war eine israelische Architektin deutsch-jüdischer Herkunft.

## Leben
Lotte Cohn wuchs in Charlottenburg als Tochter des Arztes Bernhard Cohn und dessen Frau Caecilie, geborene Sabersky, auf. Zu ihren sechs Geschwistern gehörten der Rabbiner und Autor Emil Bernhard Cohn und ihre beiden Schwestern Helene und Rosa Cohn.
Im Jahre 1912 begann sie ihr Architekturstudium an der Königlich Technischen Hochschule Berlin. Erst seit 1909 war die Immatrikulation in Preußen für Frauen geöffnet. Nach Elisabeth von Knobelsdorff, Margarethe Wettke und Marie Frommer war sie die vierte Frau an der Fakultät. Vor dem Ersten Weltkrieg kamen noch Gertrud Ferchland und Gertrud Sachs zu der Gruppe hinzu. Lotte Cohn hielt beinahe bis an ihr Lebensende mit der Gruppe Kontakt. Ende 1916 legte sie die Diplom-Prüfung ab und beteiligte sich ab 1917 mit ihrer Freundin Gertrud Ferchland am Wiederaufbau von Städten und Dörfern in Ostpreußen. In den Jahren 1920/1921 war sie im Büro des zionistischen Architekten Richard Michel tätig, wodurch der Kontakt zu Richard Kauffmann zustande kam, bei dem sie später arbeitete.
Als Zionistin verschrieb sie sich dem „Bauen für Erez Israel“ und wanderte 1921 zusammen mit ihrer Schwester Helene Cohn nach Palästina aus, wo sie die erste graduierte Architektin war. Dort arbeitete sie zunächst als Mitarbeiterin/Partnerin von Richard Kauffmann in Jerusalem. Sie war in viele der wichtigsten Projekte in der Architektur und Stadtplanung involviert. Dutzende kommunale Siedlungsformen wie Kibbutzim und Moshavim wurden in Emek Jizre’el gebaut aber auch Vorstädte und Wohngegenden in Jerusalem und Haifa. Sie entwickelte eigene Vorstellungen für einen dem Land angemessenen Siedlungsbau und entwickelte mit Kauffmann die modernen Gartenstädte, sogenannte Kibbuzim. Sie lehnte Einfamilienhäuser nach deutschem Muster ab, da diese die Bewohner ihrer Meinung nach zu einer „bürgerlichen Lebensweise verführten“. Die Mehrheit der Projekte wird Kauffmann zugeschrieben. Auf manchen Plänen wird sie auch als Mitwirkende genannt.
Cohns erstes eigenes Projekt war die Landwirtschaftsschule für Mädchen in Nahalal das aus zwei Häusern bestand. Das erste Haus Aleph wurde 1925 errichtet, das Zweite Haus Beth erst zehn Jahre später. Die Schule war das erste neue öffentliche Gebäude im Mandatsgebiet Palästina. 1931 gründete sie ihr eigenes Büro in Tel Aviv als in den 30er Jahren die „Weisse Stadt“ gebaut wurde.
1932 baute sie die berühmte Pension Kæte Dan an der Küste Tel Avivs. Das Gebäude hatte anfangs zwei Geschosse mit 14 Zimmern, bevor ein Jahr später ein drittes Geschoss hinzugefügt wurde. Die 21 Zimmer waren nach europäischem Standard eingerichtet, jedes Zimmer mit Haustelefon. Das schlichte weiße Gebäude galt als Wahrzeichen Tel Avivs. Das Gebäude wurde 1959 abgerissen.
Im selben Jahr wie die Pension baute sie ein Apartmenthaus in der Hayarkon Street das 1934 durch ein Foto und die Fotomontage „Tel Aviv expands…“ berühmt wurde. Ein Hauptfokus in den 1930er Jahren war die Planung von Siedlungen für das Bauunternehmen RASSCO (Rural and Suburban Settlement Company), für das sie Privat- und Standardhäuser entwickelte. Viele ihrer Gebäude wurden in dem zwischen 1934 und 1938 publiziertem hebräischen Architekturmagazin „Habinyan“ veröffentlicht. Cohn war Teil der Architektenvereinigung Tel Avivs „Chug“, die Herausgeber des Magazins waren. Ab 1952 arbeitete sie mit dem ebenfalls aus Berlin gebürtigen Yehuda Lavie (geb. Ernst Loewisohn; 1910–1998) zusammen. Zweimal besuchte sie noch Deutschland.
Lotte Cohn war in fast 50 Jahren für über 100 Bauprojekte verantwortlich. Nachdem sie 1967 ihre Karriere beendet hatte, widmete sie sich dem Schreiben und veröffentlichte Artikel über Architektur und Stadtplanung, über ihre Familie und Freunde. Mitte der sechziger schrieb sie ihre Memoiren „Die Zwanziger Jahre in Erez Israel: ein Bilderbuch ohne Bilder“. Sie blieb ihr Leben lang unverheiratet. Nach ihrem Tod 1983 wurde sie als eine der Baumeisterinnen Israels geehrt.

## Projekte
Nahalal:
- 1925/1935: Landwirtschaftsschule für Mädchen

Tel Aviv:
- 1932: Pension Kæte Dan, 97 Hayarkon Street
- 1932: Apartmenthaus, 1 Mapu Street / Hayarkon Street
- 1935/1936: Büro und Geschäftshaus, 56 Allenby Street
- 1936: Apartmenthaus, 20 Spinoza Street

Jerusalem:
- 1932: Wohnhaus für Lotte Helene und Rosa Cohn, 28 Abrabanel Street
- 1932: Doppelhaus für die Familie von Gershom Scholem und Hugo Bergmann, 51/53 Rambam Street
- 1937: Villa für den Arzt Dr. Theodor Zlocisti in Haifa

## Galerie

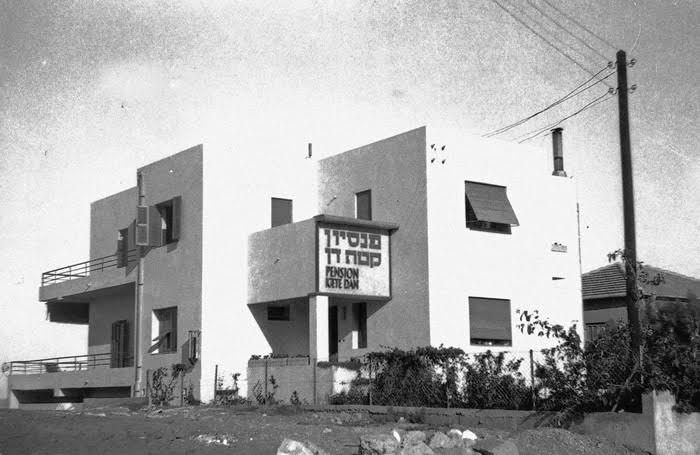
Pension Kæte Dan in Tel Aviv, 1933
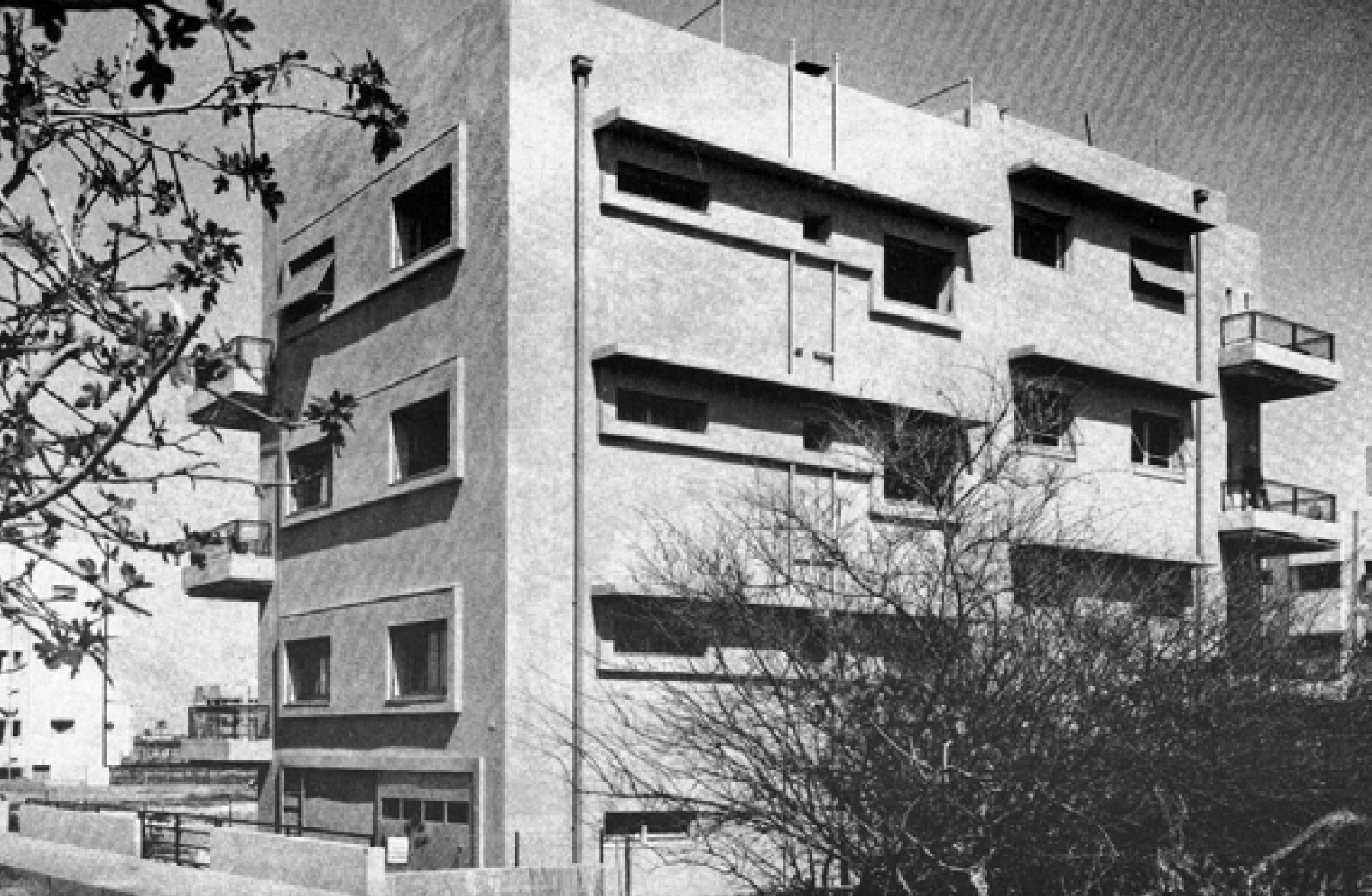
Apartmenthaus Spinoza Straße 20 in Tel Aviv, 1936